# Henning Schröder
Henning Schröder (* 20. März 1945 in Barth; † 22. April 2012 in Rostock) war ein deutscher experimenteller Teilchenphysiker.

## Leben
Schröder studierte 1964 bis 1969 Physik an der FU Berlin und der Albert-Ludwigs-Universität Freiburg, an der er 1973 in experimenteller Kernphysik promovierte und danach Assistent war. Ab 1974 war er als wissenschaftlicher Mitarbeiter des Max-Planck-Institut für Kernphysik in Heidelberg am CERN und ab 1977 am DESY. Nach der Habilitation 1988 war er ab 1996 außerplanmäßiger Professor an der Universität Dortmund und ab 1999 Professor an der Universität Rostock. 2010 emeritierte er. Henning Schröder verstarb am 22. April 2012 an den Folgen eines Schlaganfalls.

## Werk
Schröder erhielt 1997 mit Juri Michailowitsch Saitsew (Yuri Zaitsev) den Panofsky-Preis für seine Beteiligung an der Argus-Kollaboration des DESY (1982 bis 1992 am Doris-Speicherring), wo 1987 erste Hinweise auf eine hohe Top-Quark-Masse gefunden wurden, aus der Rate der Umwandlungen des B-Mesons in sein Antiteilchen. Das Top-Quark wurde schließlich 1995 am Fermilab beobachtet. 1990 wurde er Sprecher der Argus Kollaboration. Schröder arbeitete auch in der Hera-B-Kollaboration, die am DESY die CP-Verletzung in B-Mesonen untersuchen sollte und insofern „Nachfolger“ der Argus-Experimente ist. Nachdem ihnen aber die BaBar- und Belle-Experimente zuvorkamen, wurde das Programm des Experiments, dessen Datenerfassung von 1999 bis 2003 lief, umgestellt (zum Beispiel auf die Untersuchung der Erzeugung und Wechselwirkung von Charm-Quarks in Atomkernen).
Er war zuletzt außerdem am BaBar-Experiment des SLAC, dem OPERA-Experiment zur Untersuchung von Neutrinooszillationen im Gran Sasso und dem TESLA-Projekt des DESY beteiligt. 